# Valentina Sánchez
Valentina Belén Sánchez Trivella (Condado de Orange, Estados Unidos; 19 de junio de 1995) es una filántropa, modelo venezolana-estadounidense, comunicadora social, productora de televisión y ganadora de concursos de belleza, que fue coronada cómo Miss Supranational Venezuela 2021. Sánchez también representó al estado Nueva Esparta en el Miss Venezuela 2020, donde terminó como una de las 5 finalistas. Sánchez representó a Venezuela en el Miss Supranacional 2021 en Polonia donde finalizó como 3.ª finalista y posteriormente ganó el certamen Universal Woman 2023 en su primera edición.

## Vida y carrera

### Primeros años
Sánchez nació en el condado de Orange, California. Hija de venezolanos, en 1999 se mudó a Porlamar, Nueva Esparta, (isla natal de sus padres) donde creció. Más tarde, a los 16 años regresó a los Estados Unidos, específicamente a Spring Lake Heights, Nueva Jersey. Ella tiene una licenciatura con mención summa cum laude en Comunicaciones en Producción de Televisión y Radio. Después de graduarse trabajó en Telemundo 47 en Nueva York.
Tras la muerte tanto de su abuela como de su madre por suicidio, Sánchez se ha encargado de difundir la importancia de tomar conciencia de la salud mental en la escuela y universidad. También es una defensora de los derechos de la comunidad LGBTQ+, Sánchez ha declarado abiertamente que sus padres adoptivos son hombres homosexuales y ha realizado diferentes conferencias en colegios del estado Nueva Esparta y en Estados Unidos sobre la concientización del VIH en los jóvenes, actualmente dirige su propia fundación social en Venezuela llamada "Haz visible lo invisible".

## Concursos de belleza
Valentina tiene una experiencia diversa en el mundo de los concursos de belleza nacional e internacionalmente. Representó al estado Nueva Esparta, en el Miss Teen Model Venezuela 2011. Al final del evento, Sánchez fue coronada por su antecesora, Valeria Véspoli.

### Miss Teen USA 2014
A los 18 años, el 20 de octubre de 2013 Sánchez participó en Miss New Jersey Teen USA representando a Asbury Park, ganando nuevamente un título. El 2 de agosto de 2014, en Atlantis Paradise Island, Nasáu, Bahamas, Sánchez terminó como cuarta finalista en el Miss Teen USA 2014. Gabriela Isler asistió al evento como la reinante Miss Universo.

### Miss New Jersey USA 2020
El 24 de noviembre de 2019, participó en la competencia Miss New Jersey USA 2020, donde quedó como segunda finalista. Gina Mellish de Oceanport ganó el título.

### Miss Venezuela 2020
Tras ser seleccionada una vez más para representar al estado Nueva Esparta, esta vez en el Miss Venezuela 2020, Sánchez compitió con otras 21 candidatas a la disputada corona, convirtiéndose en una de las grandes favoritas de dicha edición. Al final del evento, el 24 de septiembre de 2020 terminó como finalista del Top 5.

### Miss Supranational Venezuela 2021
Sánchez fue seleccionada como una de las cinco candidatas en Miss Supranational Venezuela. El 27 de mayo de 2021 fue coronada por su antecesora, Gabriela de la Cruz, como Miss Supranacional Venezuela 2021; este evento fue realizado en conjunto con la segunda edición de Mister Supranational Venezuela, en donde William Badell obtuvo el título.

### Miss Supranacional 2021
Ella representó a Venezuela en el certamen Miss Supranacional 2021, que se realizó el 21 de agosto de 2021 en el Anfiteatro Strzelecki Park, Nowy Sącz, Małopolska, Polonia. Para su traje típico, Sánchez consideró resaltar la devoción neospartana hacia la Virgen del Valle, haciendo honor a una de las expresiones religiosas más resaltantes de su estado natal; no obstante, dicha idea también generó cierta controversia entre el público. Valentina consiguió la posición de 3.ª finalista. Con Sánchez, Venezuela logra clasificar en el grupo de finalistas por tercera ocasión.

## Cronología
| Predecesor: Janick Maceta       | Miss Supranacional 3.ª finalista 2021 | Sucesor: TBA                |
| Predecesor: Gabriela de la Cruz | Miss Supranational Venezuela 2021     | Sucesor: Ismelys Velásquez  |
| Predecesor: Claudia Marín       | Miss Nueva Esparta 2020               | Sucesor: Sachiko Inamoto    |
| Predecesor: Valeria Vespoli     | Teen Model Venezuela 2011             | Sucesor: Gema Zarina Asuaje |

| Venezuela en los Grand Slam 2021 | Venezuela en los Grand Slam 2021 | Venezuela en los Grand Slam 2021 | Venezuela en los Grand Slam 2021 | Venezuela en los Grand Slam 2021 | Venezuela en los Grand Slam 2021 | Venezuela en los Grand Slam 2021 |
| Miss Universo                    | Miss Mundo                       | Miss Internacional               | Miss Intercontinental            | Miss Tierra                      | Miss Supranacional               | Miss Grand Internacional         |
| -------------------------------- | -------------------------------- | -------------------------------- | -------------------------------- | -------------------------------- | -------------------------------- | -------------------------------- |
| Luiseth Materán                  | Alejandra Conde                  | Suspendido                       | Auri López                       | María Daniela Velasco            | Valentina Sánchez                | Vanessa Coello                   |

- Datos: Q107546889